# Gouvernement Brundtland II

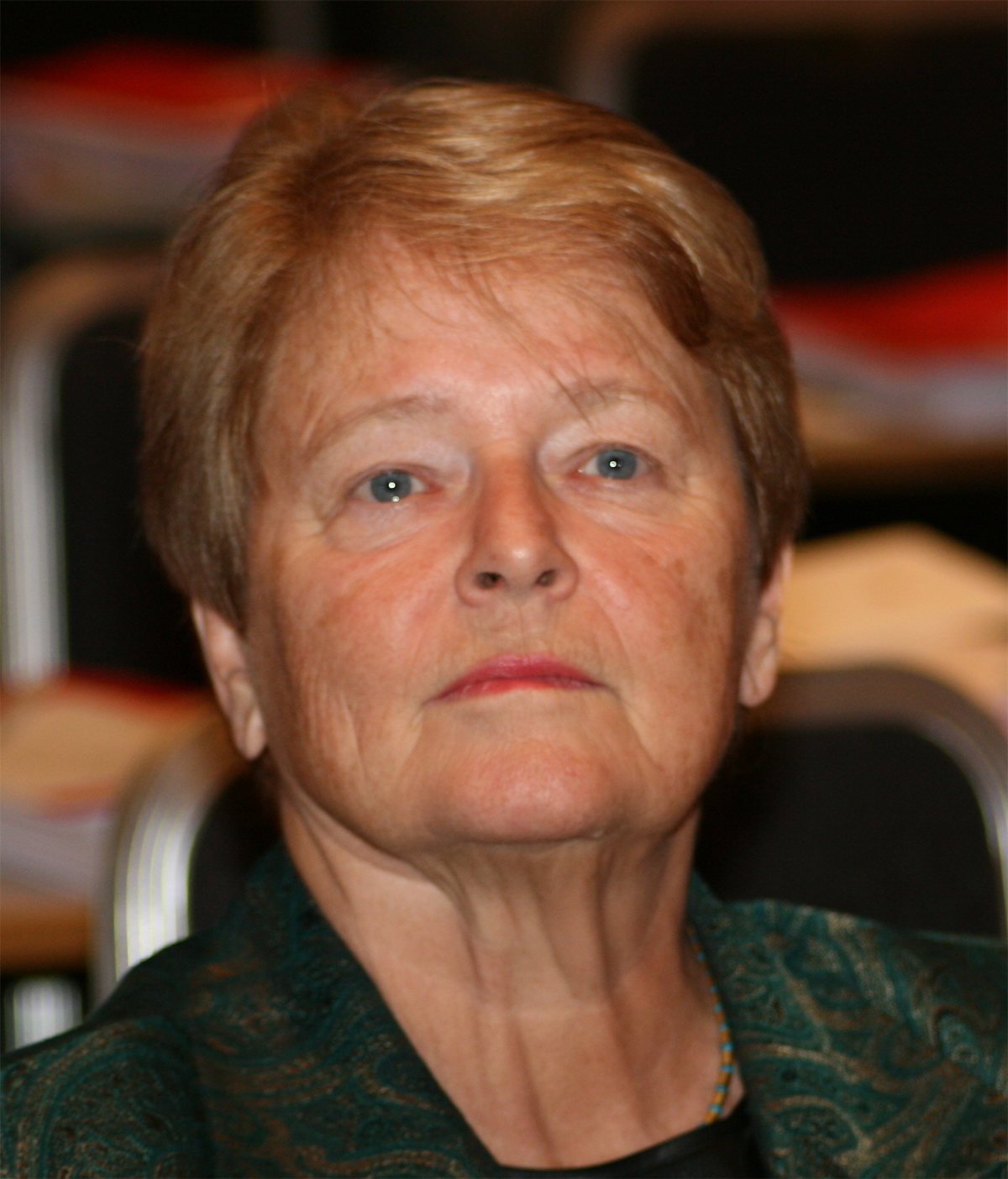
Gro Harlem Brundtland, ministre d'État.

Le gouvernement Brundtland II était le gouvernement du royaume de Norvège du 9 mai 1986 au 16 octobre 1989.

## Coalition

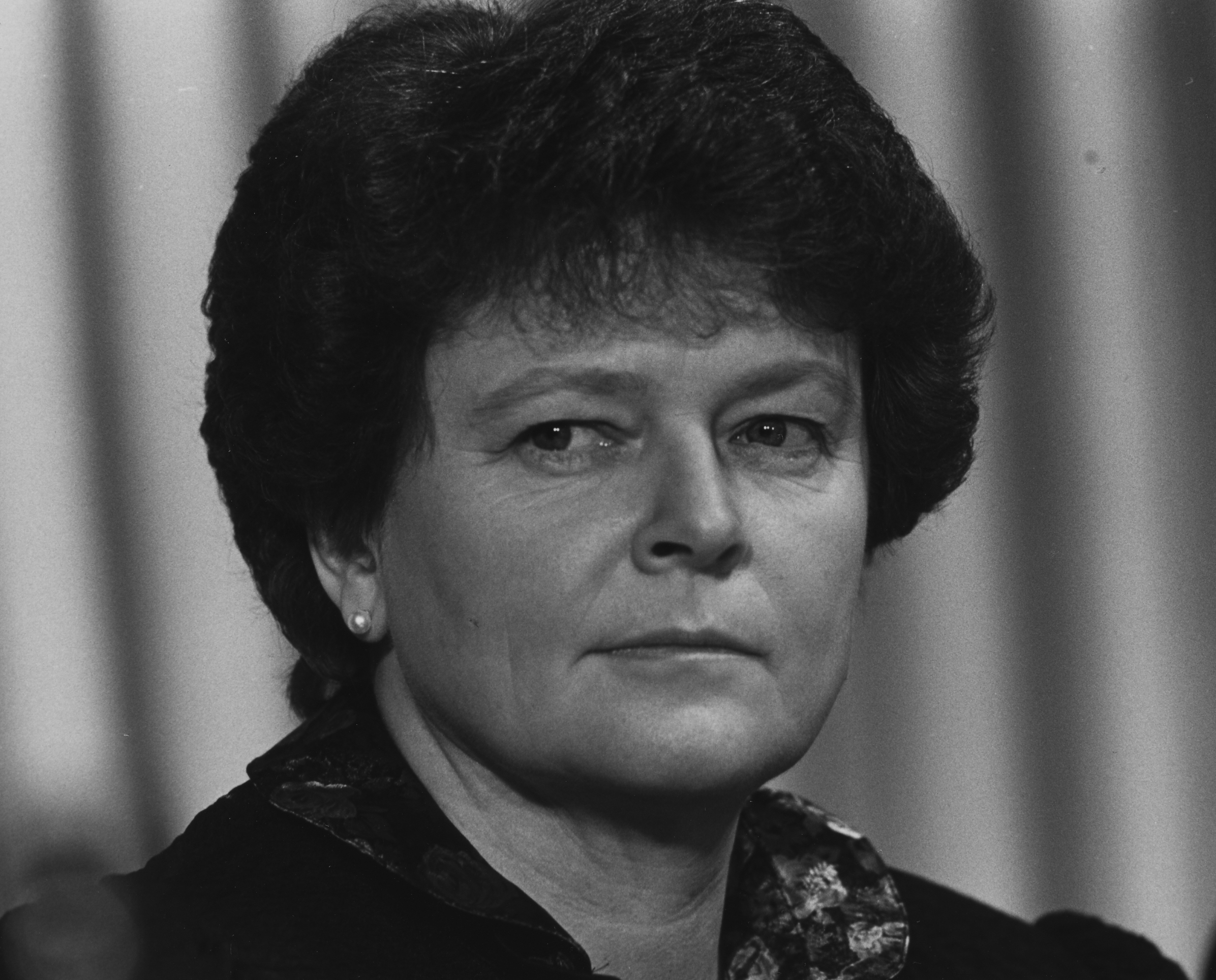
Harlem Brundtland au World economic forum en 1988

Il était dirigé par le ministre d'État travailliste Gro Harlem Brundtland et constitué du seul Parti du travail (AP).
Soutenu par 71 députés sur 157 au Storting, il succédait en cours de mandat au gouvernement du conservateur Kåre Willoch. Aux élections législatives de 1989, le centre droit a de nouveau formé une coalition gouvernementale, portant le gouvernement du conservateur Jan Peder Syse au pouvoir pour à peine un an.

## Composition
| Fonction                                                    | Titulaire                                     | Titulaire                                   | Parti |
| ----------------------------------------------------------- | --------------------------------------------- | ------------------------------------------- | ----- |
| Ministre d'État                                             |                                               | Gro Harlem Brundtland                       | AP    |
| Ministre des Affaires étrangères                            |                                               | Knut Frydenlund (jusqu'au 26/02/1987)       | AP    |
| Ministre des Affaires étrangères                            | Intérim de Johan Jørgen Holst                 |                                             | AP    |
| Ministre des Affaires étrangères                            | Thorvald Stoltenberg (à partir du 09/03/1987) |                                             | AP    |
| Ministre du Commerce extérieur et de la Marine              |                                               | Kurt Mosbakk (jusqu'au 13/06/1988)          | AP    |
| Ministre du Commerce extérieur et de la Marine              | Jan Balstad                                   |                                             | AP    |
| Ministre de la Pêche                                        |                                               | Bjarne Mørk-Eidem                           | AP    |
| Ministre de l'Environnement                                 |                                               | Sissel Rønbeck                              | AP    |
| Ministre de l'Agriculture                                   |                                               | Gunhild Øyangen                             | AP    |
| Ministre des Affaires sociales                              |                                               | Tove Strand Gerhardsen                      | AP    |
| Ministre de la Défense                                      |                                               | Johan Jørgen Holst                          | AP    |
| Ministre des Transports et des Communications               |                                               | Kjell Borgen (jusqu'au 13/06/1988)          | AP    |
| Ministre des Transports et des Communications               | William Engseth                               |                                             | AP    |
| Ministre des Finances                                       |                                               | Gunnar Berge                                | AP    |
| Ministre des Affaires ecclésiastiques et de l'Éducation     |                                               | Kirsti Kolle Grøndahl (jusqu'au 13/06/1988) | AP    |
| Ministre des Affaires ecclésiastiques et de l'Éducation     | Mary Kvidal                                   |                                             | AP    |
| Ministre de la Consommation et de l'Administration publique |                                               | Anne-Lise Bakken (jusqu'au 13/06/1988)      | AP    |
| Ministre de la Consommation et de l'Administration publique | Einfrid Halvorsen (jusqu'au 28/04/1989)       |                                             | AP    |
| Ministre de la Consommation et de l'Administration publique | Oddrun Pettersen                              |                                             | AP    |
| Ministre des Affaires locales et du Travail                 |                                               | Leif Haraldseth (jusqu'au 20/02/1987)       | AP    |
| Ministre des Affaires locales et du Travail                 | William Engseth (jusqu'au 13/06/1988)         |                                             | AP    |
| Ministre des Affaires locales et du Travail                 | Kjell Borgen                                  |                                             | AP    |
| Ministre du Pétrole et de l'Énergie                         |                                               | Arne Øien                                   | AP    |
| Ministre de la Justice et de la Police                      |                                               | Helen Bøsterud                              | AP    |
| Ministre de l'Industrie                                     |                                               | Finn Kristensen                             | AP    |
| Ministre du Développement international                     |                                               | Vesla Vetlesen (jusqu'au 13/06/1988)        | AP    |
| Ministre du Développement international                     | Kirsti Kolle Grøndahl                         |                                             | AP    |